# رونقی بخارایی
ابوالمؤید رونقی بخارایی از شاعران آغاز سدهٔ چهارم هجری و روزگار سامانیان است. از او چیز چندانی به جا نمانده‌است جز دو قطعه دوبیتی و نیز گفته منوچهری که رونقی را یکی از پنج شاعر برتر شهر بخارا دانسته‌است.
شعر زیر از اوست:
| نبیدی که نشناسی از آفتاب     |  | چو با آفتابش کنی مقترن |
| چنان تابد از جام گویی که هست |  | عقیق یمن در سهیل یمن   |